# Дисульфид кобальта(II)
Дисульфид кобальта(II) (дисульфид(2−) кобальта(II)) — неорганическое соединение металла кобальта и серы с формулой CoS2, серые или чёрные кристаллы, не растворяется в воде.

## Получение
- В природе встречается минерал каттиерит[1][2][3] (каттъерит[4]) — CoS2(кобальтистый пирит, кобальт-пирит, кобальтовый колчедан CoS2 [(Fe,Co)S2]).

- Длительное нагревание порошкообразного кобальта или его сульфида с серой:

{\displaystyle {\mathsf {Co+2S\ {\xrightarrow {175-225^{o}C}}\ CoS_{2}}}}
{\displaystyle {\mathsf {CoS+S\ {\xrightarrow {175-225^{o}C}}\ CoS_{2}}}}

## Физические свойства
Дисульфид кобальта(II) образует серые или чёрные кристаллы
кубической сингонии,
пространственная группа P a3,
параметры ячейки a = 0,5524 нм, Z = 4.
Парамагнетик.
Не растворяется в воде.